# Charles Harbidge
Charles William Harbidge (15 tháng 7 năm 1891 – 1 tháng 10 năm 1980) là một cầu thủ bóng đá người Anh đại diện cho Vương quốc Anh tại Thế vận hội Mùa hè 1920.